# Ростовський округ
Ростовський округ — адміністративна одиниця в області Війська Донського Російської імперії.
Окружне управління було у Ростові.

## Географія
Площа території — 6012 верст².

## Історія
1888 року Ростовський повіт Катеринославської губернії передано до області Війська Донського й перетворено на Ростовський округ. Округ залишався у складі області Війська Донського до її скасування 20 березня 1920 року.
Після ліквідації Донської області, округ з 13 лютого 1924 по 16 жовтня 1924 року відносився до Південно-Східної області, а з 16 жовтня 1924 — до Північно-Кавказький край. 
30 липня 1930 року Донський округ, як і більшість інших округів СРСР, був скасований. Його райони відійшли в пряме підпорядкування Північно-Кавказькому краю.
В даний час вся територія колишнього округу входить у Ростовську область Російської Федерації.

## Населення
Чисельність населення на 1897 рік — 369 732 осіб, у тому числі 
- росіяни —196 928,
- українці — 124 183 (33,6%),
- вірмени — 25 604,
- євреї — 12 307,
- німці — 3 853[3].

За переписом 1910 року у Ростовському повіті мешкало 174,9 тисяч українців (33,2%).

## Адміністративний поділ

### на 1913 рік
В 1913 році до складу округу входило 2 юрта станиць
- Гнилівський юрт — станиця Гниловська,
- Єлісаветовський юрт — станиця Єлісаветинська.

й 20 волостей: 
| - Александровська — село Александровка, - Батайська — село Батайське, - Велико-Сальська — село Великі Сали, - Васильєвсько-Петровська — сільце Васильевсько-Петровська, - Глафирівська — село Глафировка, - Катериновська — село Катериновка, - Іллінська — сел. Іллінський, - Кагальницька — село Кагальник, - Койсузька — село Койсюг, - Кримська — село Крим, - Круглинська — село Кругле, - Маргаритовська — село Маргаритовка, | - Ново-Батайська — село Ново-Батайськ, - Ново-Николаєвська — село Ново-Николаєвське, - Отрадовська — село Отрада, - Пешковська — село Пешково, - Семибалковська — село Семибалки, - Царсько-Алексієвська — село Курачья-Коса, - Чалтирська — село Чалтир, - Шалишевська — село Шалишевське. |

### на 1918 рік
В 1918 році до складу округу входили:
- Гниловський юрт (станиця Гнилівська),
- Єлисаветівський юрт (станиця Єлисаветовська)

та інші населені пункти.